# خط سفید (شکم)
خط سفید (انگلیسی: Linea alba) خطی است که در اثر به هم رسیدن نیام (Aponeurosis) ماهیچه‌های مایل بیرونی، مایل درونی و عرضی شکم دو طرف در خط وسط تشکیل می‌شود. این خط به دلیل وجود دو ماهیچه راست شکم که در دو سوی خط وسط قرار دارند، به صورت یک خط عمودی فرورفته در جدار شکم، به خصوص در افراد لاغر، قابل مشاهده است. این خط از زائده خنجری (Xiphoid) تا پیوستگاه شرمگاهی (Symphysis pubis) کشیده می‌شود. عرض این خط در بالای ناف بیشتر (حدود ۲ سانتی‌متر) و در پایینی ناف خیلی کمتر (حدود ۴ سانتی‌متر) می‌باشد.

## نگارخانه

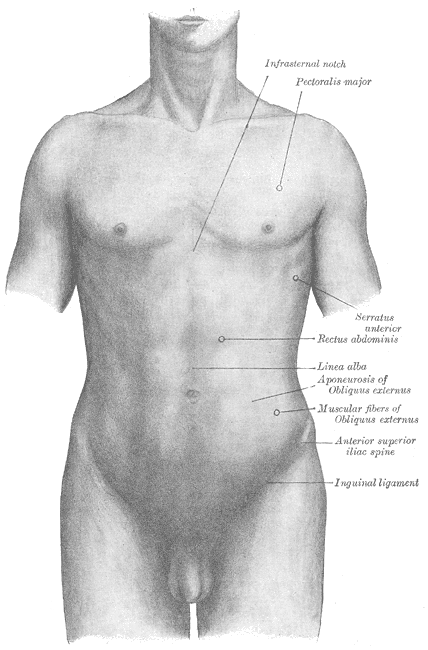
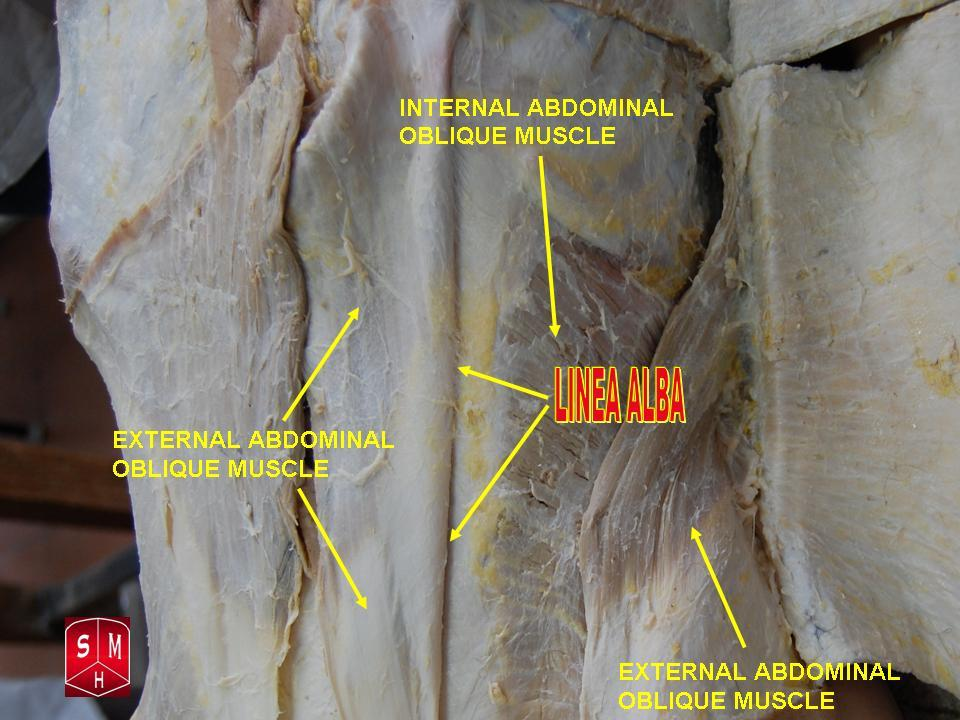